# غاونشا كاباكا
غاونشا كاباكا (من مواليد 15 أبريل 1949) هي سياسية تنزانية في الحزب الثوري، وتشغل مقعدًا خاصًا في عضوية البرلمان منذ عام 2005. وهي وزيرة العمل والتوظيف الحالية.